# Савченко, Емельян Григорьевич
Емельян Григорьевич Савченко (18 августа 1899 — 30 октября 1965) — генерал-майор ВС СССР (28 апреля 1943), генерал бригады Народного Войска Польского (1945).

## Биография
Родился в городе Дрисса (по другим сведениям — в деревне Чернявщина). В Красной Армии с 1918 года. Участник Гражданской войны. В 1933 году окончил Военную академию имени М. В. Фрунзе, в 1941 году — Военную академию Генерального штаба.
Во время Великой Отечественной войны на Ленинградском фронте — начальник штаба, заместитель командира стрелкового корпуса, начальник штаба 55-й, 67-й армии, заместитель начальника тыла Войска Польского. Участник обороны Ленинграда, Висло-Одерской операции и др.
С 1947 г. — начальник кафедры Военной академии имени М. В. Фрунзе. С 1953 г. в запасе. Работал преподавателем в Военной академии. 
Награжден семью орденами и медалями. Среди наград — орден Ленина и орден Кутузова II степени, а также Орден Креста Грюнвальда III степени.